# Combiné nordique aux Jeux olympiques de 1972
Pour des articles plus généraux, voir Combiné nordique aux Jeux olympiques et Jeux olympiques d'hiver de 1972.
Navigation
Grenoble 1968 Innsbruck 1976
Les épreuves de combiné nordique aux Jeux olympiques d'hiver de 1972 ont lieu du 4 au 5 février 1972 à Sapporo.

## Podium
| Épreuves | Or                   | Argent                | Bronze                |
| -------- | -------------------- | --------------------- | --------------------- |
| Hommes   | Ulrich Wehling (GDR) | Rauno Miettinen (FIN) | Karl-Heinz Luck (GDR) |

## Résultats

### Individuel
| Place | Nation             | Athlète         |
| ----- | ------------------ | --------------- |
| 1er   | Allemagne de l'Est | Ulrich Wehling  |
| 2e    | Finlande           | Rauno Miettinen |
| 3e    | Allemagne de l'Est | Karl-Heinz Luck |
| 4e    | Finlande           | Erkki Kilpinen  |
| 5e    | Japon              | Yuji Katsuro    |
| 6e    | Tchécoslovaquie    | Tomáš Kučera    |
| 13e   | Japon              | Hideki Nakano   |